# レギーナ・ブルヒアルト
レギーナ・ブルヒアルト（Regina Burchardt、1983年7月1日 - ）は、ドイツの元女子バレーボール選手。ポジションはオポジット。元ドイツ代表。

## 来歴
ベルリン出身。1999年の欧州ジュニア選手権に出場した。2005年、シニアの代表に初選出され、同年の欧州選手権に出場した。2008/09シーズンのDVVカップで優勝に大きく貢献した。
2011年に代表へ復帰し、同年のワールドグランプリ、欧州選手権に出場した。同年11月に開催されたワールドカップではマレーン・アピッツとともに2枚替えで起用され、6位入賞した。
2010-11シーズンから移籍したVC ヴィースヴァーデンでは主将を務め、2013/14シーズンより加入した庄司夕起とはチームメイトであった。

## 球歴
- ワールドカップ - 2011年（6位）
- 欧州選手権 - 2005年（9位）、2011年（2位）
- ワールドグランプリ - 2011年（13位）

## 所属クラブ
- Volley Cats Berlin（2001-2002年）
- VC 68 Zeuthen-Eichwalde（2002-2004年）
- Rote Raben Vilsbiburg（2004-2009年）
- CVアーロ（2009-2010年）
- VC ヴィースヴァーデン（2010-2015年）
- SCポツダム（2015-2016年）
- TSV Tempelhof-Mariendorf（2016-2022年）